# Rossmoor (Kalifornija)
Rossmoor je naseljeno područje za statističke svrhe u američkoj saveznoj državi Kalifornija. Prema popisu stanovništva iz 2010. u njemu je živjelo 10.244 stanovnika.